# Santiángrot
De Santiángrot (Spaans: Cueva de Santián) is een grot en een archeologische vindplaats van rotskunst in de Spaanse gemeente Piélagos (Cantabrië). De rotstekeningen in de grot behoren waarschijnlijk tot het Solutréen.
De grot werd ontdekt door Manuel Santián in 1880 en naar hem genoemd. Pas vanaf 1905 vond er archeologisch onderzoek plaats door Hermilio Alcalde del Rio, Henri Breuil en Lorenzo Sierra. 
Alle tekeningen in de grot zijn gemaakt met rode oker. Het gaat om geometrische figuren waaronder een X-kruis zoals in de grotten van Gabillou en Cosquer. Op de belangrijkste wand zijn op twee verticale rijen tekens aangebracht, bovenaan vijf en onderaan tien. Er is ook een tekening van een onduidelijk dier, mogelijk een paard.